# Мединасели, Педро де Алькантара Фернандес де Кордова
Педро де Алькантара Фернандес де Кордова (исп. Pedro de Alcántara Fernández de Córdoba; 10 ноября 1730, Мадрид — 24 ноября 1789, Мадрид), 12-й герцог Мединасели — испанский придворный.

## Биография
Сын Луиса Антонио Фернандеса де Кордова, 11-го герцога де Мединасели, и Тересы де Монкада-и-Бенавидес.
Обладатель множества титулов, он был семикратным грандом Испании и обладал четырьмя титулами из числа древних грандов, учрежденных императором Карлом V в 1520 году: 12-й герцог Мединасели, 12-й герцог Сегорбе, 13-й герцог де Кардона и 11-й маркиз Приего. Он также обладал многочисленными достоинствами и, благодаря хорошему исполнению должностей, доверенных королем, неоднократно получал награды, в том числе был кавалером Большого креста ордена Карлоса III (1771), в 1772 был пожалован в рыцари ордена Золотого руна и получил должность старшего майордома, которую традиционно давали его предкам. Дворянин Палаты короля.

## Семья
1-я жена (2.04.1747): Мария Франческа Саверия Гонзага  (19.04.1731—3.05.1757), дочь Франчесо Гонзага Пико де ла Мирандола, 1-го герцога Сольферино, князя Священной Римской империи, и Джулии Клиттерии Литтерии Караччоло
Дети:
- Луис Мария (17.04.1749—12.11.1806), 13-й герцог Мединасели. Жена (6.02.1764): Хоакина де Бенавидес (1746—1805), герцогиня де Сантистебан-дель-Пуэрто, дочь Антонио де Бенавидеса, 2-го герцога де Сантистебан-дель-Пуэрто, и Марии де ла Портерии Тельес-Хирон
- Раймундо Мария Фернандес де Кордова-и-Гонзага (р. 1754)
- Мария Петронила де Алькантара Фернандес де Кордова-и-Гонзага (29.10.1756—7.04.1760)

2-я жена: Мария Петронила де Алькантара Пиментель Сернесио-и-Гусман (19.11.1746—28.02.1802), дочь Хоакина Энрикеса Пиментеля Пиментеля Альвареса де Толедо, герцога Медины де Риосеко, и Марии Бернарды Сернесио-и-Гусман
Дети:
- Мария Доминга Фернандес де Кордова-и-Пиментель (22.02.1763—1763)
- Мануэль Антонио Мария Фернандес де Кордова-и-Пиментель (13.01.1764—26.09.1805), 8-й маркиз де Мальпика. Жена: Мария дель Кармен Пачеко Тельес Хирон (5.12.1765—1828), 5-я герцогиня де Арион
- Мария Симона де ла Соледад Фернандес де Кордова-и-Пиментель (7.07.1768—27.07.1770)
- Мария де ла Соледад дель Росарио Фернандес де Кордова-и-Пиментель (р. 7.07.1768). Муж (9.11.1788): Анхель Мария де Карвахаль (1771—1793), 7-й герцог де Абрантес
- Антонио Мария (1769—1845), маркиз Мирабель
- Луис Мария де ла Соледад Фернандес де Кордова-и-Пиментель (3.12.1771—28.11.1834), высокопоставленный военный, женат на Марии де ла Консепсьон Ортис де Сандоваль-и-Ариас де Сааведра